# Macquarie Island (stacja polarna)
Macquarie Island Station – całoroczna stacja naukowo-badawcza należąca do Australii, położona na subantarktycznej wyspie Macquarie.

## Położenie i warunki
Stacja znajduje się w północnej części wyspy Macquarie, leżącej na Oceanie Spokojnym w przybliżeniu w połowie drogi pomiędzy Australią a Antarktydą. Wyspa jest wpisana na listę światowego dziedzictwa UNESCO ze względu na bioróżnorodność i znaczenie dla zwierząt regionu. Na wyspie panuje klimat morski, subpolarny. Średnia temperatura powietrza w styczniu (lato) sięga tu od 5,3 do 8,8 °C, a w czerwcu (zima) od 1,5 do 5,0 °C. Niebo jest zachmurzone średnio przez 289,4 dni w roku, opady są bardzo częste; średnie opady deszczu w marcu sięgają 99,7 mm i wyspa nosi przydomek „gąbka” (ang. The Sponge).

## Historia
Odkryta w 1810 roku wyspa Macquarie przez następne stulecie budziła zainteresowanie głównie ze względów ekonomicznych. Ludzie zabijali tutejsze kotiki dla skór, a później słonie morskie i pingwiny dla oleju. Również naukowcy zainteresowali się tutejszą fauną i florą, a także geologią samej wyspy, położonej na granicy płyt tektonicznych. W 1911 roku Douglas Mawson założył pierwszą bazę naukową na wyspie. Prowadzone były w niej badanie geomagnetyczne, botaniczne, zoologiczne i geologiczne, ustanowiono także połączenie radiowe z Australią. Dopiero w 1933 roku wyspa została objęta ochroną. 25 marca 1948 została na niej założona istniejąca do dziś stacja Macquarie Island. Jest ona najstarszą australijską stacją polarną; na wyspie istnieją też mniejsze obozy terenowe, do których można dotrzeć pieszo.
Stację tworzy współcześnie ponad 30 budynków, w większości położonych na przesmyku prowadzącym na północny półwysep wyspy. Przebywa w niej, zależnie od sezonu i prowadzonych prac budowlanych, od 14 do 40 osób; zimą zwykle zostaje w niej nie więcej niż 16 polarników. W związku ze starzeniem się infrastruktury i wysokimi kosztami modernizacji, Australijczycy zaplanowali zamknięcie stacji w 2017 roku. Dalsze badania miały być prowadzone z obozów terenowych. W październiku 2016 roku rząd australijski przeznaczył 50 milionów dolarów na budowę nowej stacji, która ma być w pełni operacyjna w 2021–22 roku.

## Działalność
Główną częścią prac w stacji Macquarie Island są badania biologiczne, obejmujące m.in. 25 gatunków gnieżdżących się tu ptaków. Innymi dziedzinami badań są: fizyka wysokiej atmosfery ziemskiej, nauki o Ziemi, medycyna, meteorologia, badania nad rekultywacją i zmianami klimatu. Badane jest pole magnetyczne Ziemi, a także prowadzone są pomiary sejsmologiczne, co wiąże się z położeniem wyspy w rejonie aktywnym sejsmicznie. Na Macquarie monitorowana jest także obecność skażeń i radioizotopów w powietrzu.